# Paraglaciaire
Étymologiquement, le terme paraglaciaire signifie « à côté de la glace » puisque ce mot est composé du préfixe grec para (à côté de) et du terme latin glacies (glace). Même s’il fut utilisé comme adjectif par A. Godard dès 1965, il apparaît pour la première fois dans le titre de deux articles de J. Ryder publiés 1971. L’auteur y décrit la mise en place des cônes de déjection en Colombie-Britannique (Ryder, 1971a-b) : les formes d’accumulation ont été construites par la remobilisation de sédiments morainiques à la suite de la glaciation wisconsinienne. L’année suivante, le terme de paraglaciaire est formulé et explicité en tant que concept, selon deux acceptions, par J. Ryder associée à M. Church (1972). Le mot paraglaciaire a donc une signification différente d'un mot voisin : périglaciaire.

## Première acception
La première acception permet de qualifier des processus non glaciaires qui sont pourtant directement conditionnés par la glaciation. Sont désignés tous les processus proglaciaires et les processus actifs opérant autour et à l’intérieur des marges anciennement englacées, qui sont le fruit de l’ancienne présence de glace. Trois principaux moteurs activent ces processus paraglaciaires. 
1. Tout d’abord, la diminution des stocks de glace et de la superficie englacée engendre ainsi une augmentation maximale des débits proglaciaires au début de la déglaciation.
2. Lorsque le glacier s’amincit, le niveau de base constitué par sa surface s’abaisse et les agencements sédimentaires latéraux sont déstabilisés. Les dépôts de la marge glaciaire sont remaniés par divers processus : comme les formations morainiques se caractérisent le plus souvent par l’abondance d’une matrice limoneuse, elles sont aisément mobilisables par ruissellement concentré, ravinement. Lorsque les pentes sont suffisamment raides, i.e. par exemple supérieures à 30°, le déclenchement de coulées de débris peut accélérer la mobilisation des stocks morainiques. La présence de glace interstitielle voire de glace de glacier dans la moraine peut accélérer l’action de ce processus : alimentés par la fusion de la glace, les sédiments sont saturés en eau et évoluent sous forme de coulées.
3. En s’écoulant, le glacier exerce une force de compression qui est directement proportionnelle à son épaisseur. Or, selon un principe d’action-réaction, l’encaissant réagit à la compression du glacier en lui opposant une force de même valeur, mais de sens contraire. La diminution de la compression glaciaire, voire la disparition plus ou moins brutale du glacier rompt cet équilibre : l’encaissant réagissant avec inertie, il peut entretenir sa force de réaction après la fonte du glacier, il y a alors décompression. Cette décompression peut donner lieu à des éboulements à partir de parois rocheuses anciennement englacées, voire aboutir à une déstabilisation généralisée de grands versants.

## Seconde acception
La seconde acception désigne une « période paraglaciaire », séquence charnière qui suit la glaciation au cours de laquelle les processus paraglaciaires sont particulièrement opérants. La présence de stocks sédimentaires abondants et meubles d’origine morainique et de processus actifs permettent notamment de comprendre pourquoi les taux de dénudation sont aussi élevés au cours de ces périodes postglaciaires, au vu des conditions climatiques qui règnent alors. Cette période paraglaciaire désignant dans un premier temps la déglaciation de la fin du Pléistocène a été ensuite étendue à toutes les périodes de retrait glaciaire pouvant connaître une extension temporelle au-delà de la phase restreinte de déglaciation (Church et Ryder, 1989). La séquence paraglaciaire possède une durée de vie dépendante des stocks sédimentaires à remanier; de la vitesse des processus et donc des paramètres climatiques, comme la durée de la saison de fonte, donc de la localisation géographique du bassin versant ; de la couverture végétale postglaciaire; de la taille, de la configuration orographique et de la nature géologique des bassins versants dans lesquels les processus paraglaciaires s’expriment.
Le concept de paraglaciaire tel qu’il a été défini par Church et Ryder permet d’insister sur le fait que les périodes paraglaciaires représentent des séquences de réajustements des milieux, d’un état d’englacement à un autre état, avec des rythmes d’évolution rapides représentant des crises morphogéniques.